# Anosia nubila
Anosia nubila är en fjärilsart som beskrevs av Butler 1866. Anosia nubila ingår i släktet Anosia och familjen praktfjärilar. Inga underarter finns listade i Catalogue of Life.